# Стенлі Шехтер
Стенлі Шехтер (15 квітня 1922, Квінз — 7 червня 1997, Іст-Гамптон) — американський психолог, спеціаліст у сфері соціальної психології, почесний професор Колумбійського університету. Є автором двофакторної теорії емоції.

## Праці
- Social Pressures in Informal Groups (1950, соавт. L. Festinger etc.)
- Theory and Experiment in Social Communication (1950, соавт. L. Festinger etc.)
- When Prophecy Fails (1956; соавт. L. Festinger, H. Rieken)
- The Psychology of Affiliation: Experimental Studies of the Sources of Gregariousness (1959)
- Emotion, Obesity and Crime (1971)
- Obese Humans and Rats (1974, соавт. J. Rodin)
- A Distinctive Approach to Psychological Research: The Influence of Stanley Schachter (1987, ред. совм. с N. E. Grunberg)